# Cetatea Leilor (Siebengebirge)
Cetatea Leilor (germană Löwenburg) este o ruină medievală amplasată la altitudinea de 455 m deasupra n.m. pe munții Siebengebirge lângă orașul Bad Honnef din Renania de Nord-Westfalia.

## Istoric
Löwenburg a fost întemeiat în a doua jumătatea a secolului XII de  Heinrich II grof von Sayn, care provine din Westerwald și care a contribuit la întemeierea cetăților Drachenfels si Wolkenburg.